# WX130S
WX130Sとは、ウィルコム向けに供給されたセイコーインスツル製のPHS（W-OAM）端末である。ペットネームはX PLATE（テンプレート）。

## 概要
音声端末としてはドコモPHSに供給したWRISTOMO以来約5年ぶりにセイコーインスツルが製造したPHS端末である。
PHSにおけるSIMカードとして規格化されたPIMカードのスロットを装備し、中国のPHSオペレータが発行するPIMカードの使用に対応している（ウィルコムから貸し出されるPIMカードで利用可能な都市は北京（中国聯通）・上海（中国電信）のみ。それぞれ別のPIMカードを要する。自前でプリペイドないしはポストペイドのPIMカードを用意すれば、広東などでの利用も可能）。2008年8月現在では、現地キャリアから発行された電話番号を利用する形となり、適用される料金も現地オペレータ（ウィルコムからレンタルしたPIMカードを利用する場合は、ウィルコムが設定したものが、毎月の通話料と合算請求される）のものになる。加えて台湾、タイ王国、ベトナムでの国際ローミングにも対応し、合わせて4ヶ国の海外利用に対応した端末である。なお、海外では通話のみの利用となる。
機能面ではEメールや赤外線通信機能を備えるも、webブラウザやカメラ、モデム機能が省かれている他、Eメールの通信方式も1xパケットのみとするなど、海外利用と通話、メールに特化した設計である。
2008年度グッドデザイン賞（Gマーク）受賞。

## 歴史
- 2008年1月21日 発表。(色はシルバーのみ)
- 2008年2月20日 発売。
- 2009年10月5日 ブラックとレッドの追加を発表。
- 2009年10月9日 ブラックとレッドを発売。
- 2011年4月7日 ブルーとサクラの追加を発表。
- 2011年4月15日 ブルーとサクラを発売。
- 2011年6月24日 SoftBank 001DLとのセット販売を開始（2つを同時購入し、かつ新ウィルコム定額プランGSを基本料金プランとした場合に可能）。
- 2012年2月10日 オンラインショップ限定で、SoftBank 007HWとのセット販売を開始（2つを同時購入し、かつ新ウィルコム定額プランGSを基本料金プランとした場合に可能）。ただし、カラーはサクラに限る。

## 詳細仕様
- アドレス帳：1000件
- メール：Eメール（POP3/SMTP）、ライトメール

## 不具合
- 2008年6月13日、背面スピーカー部分の絶縁不良が原因で、着信音が連続して鳴り続けると発熱する可能牲がある不具合が発表された。発火、発煙に至る可能性はないとしている。この事象の発表当日から同年7月初めにかけて販売を中止し、すでに販売された分については改良品への交換で対応した。その後改良品の販売準備が整ったことから、2008年7月4日より販売が再開された。